# Монтерей (залив)
Вижте пояснителната страница за други значения на Монтерей.
Монтерей (на английски: Monterey Bay), или Монтерейски залив, е залив на Тихия океан на крайбрежието на щата Калифорния в Съединените американски щати, южно от гр. Сан Франциско.
Калифорнийски щатски път 1 върви по крайбрежието на залива Монтерей, като свързва Санта Круз на север с Монтерей на юг.
Някои градове и други населени места, разположени на Монтерейския залив:
- Капитола
- Марина
- Монтерей
- Мос Лендинг
- Пасифик Гроув
- Санд Сити
- Санта Круз
- Сийсайд
- Уотсънвил